# Keith Carradine
Keith Carradine (San Mateo, Califórnia, 8 de agosto de 1949) é um ator estadunidense. 
Filho do ator John Carradine e irmão de David Carradine. Participou em 1985 no videoclipe para a canção Material Girl de Madonna e da sitcom Complete Savages em 2004-2005. No Brasil, Keith Carradine pode ser visto estrelando a série "A Tecnologia no Velho Oeste", exibido pelo canal The History Channel e como o agente especial do FBI Frank Lundy em Dexter exibido pelos canais FX Brasil e RedeTV!. Fez uma aparição no seriado The Big Bang Theory, interpretando Wyatt, o pai da personagem Penny.
É pai da atriz Martha Plimpton, fruto do seu relacionamento com a atriz Shelley Plimpton.

## Prêmio
Recebeu o Oscar de melhor canção original pela canção "I'm Easy" interpretada no filme Nashville.

## Filmografia
- McCabe & Mrs. Miller (1971)
- Kung Fu (1972)
- A Gunfight (1971)
- Emperor of the North Pole (1973)
- Idaho Transfer (1973)
- Hex (1973)
- Antoine and Sebastian (1974)
- Thieves Like Us (1974)
- Run, Run, Joe! (1974)
- Nashville (1975)
- You and Me (1975) (1975)
- Lumière (1976)
- Welcome to L.A. (1976)
- The Duellists (1977)
- Pretty Baby (1978)
- Sgt. Pepper's Lonely Hearts Club Band (1978) (Participação)
- The Carradines Together (1979) (documentário)
- Old Boyfriends (1979)
- An Almost Perfect Affair (1979)
- The Long Riders (1980)
- Southern Comfort (1981)
- Choose Me (1984)
- Maria's Lovers (1984)
- Trouble in Mind (1985)
- A Winner Never Quits (TV) (1986)
- The Inquiry (1986)
- Backfire (1987)
- The Moderns (1988)
- Street of No Return (1989)
- Cold Feet (1989)
- Daddy's Dyin'... Who's Got the Will? (1990)
- Judgement HBO (1990)
- The Bachelor (1991)
- The Ballad of the Sad Cafe (1991)
- CrissCross (1992)
- Andre (1994)
- Mrs. Parker and the Vicious Circle (1994)
- The Tie That Binds (1995)
- Wild Bill (1995)
- 2 Days in the Valley (1996)
- A Thousand Acres (1997)
- Standoff (1998)
- The Hunter's Moon (1999)
- Out of the Cold (1999)
- Baby (2000)
- Cahoots (2001)
- Wooly Boys (2001)
- Falcons (2002)
- The Angel Doll (2002)
- The Making of 'Street of No Return (2002) (curta)
- The Adventures of Ociee Nash (2003)
- Hair High (2004) (voz)
- Deadwood (2004)
- Balto III: Wings of Change (2004) (voz) (DVD)
- Our very own (2005)
- The Californians (2005)
- Elvis and Anabelle (2006)
- The Death and Life of Bobby Z (2006)
- Criminal Minds (2007)
- Dexter (2007-2009) - 15 episódios
- Lake City (2007)
- The Big Bang Theory (2010)
- Cowboys & Aliens (2011)